# Marcella
Marcella é uma série de televisão britânica produzida, escrita e dirigida por Hans Rosenfeldt e protagonizada por Anna Friel no papel-título. A série foi encomendada em junho de 2015, com filmagens em Londres e no porto de Dover. Após a transmissão na ITV, os episódios foram disponibilizados na Netflix fora do Reino Unido. A primeira temporada foi lançada em DVD pela Universal Pictures em 20 de junho de 2016. Em 2017, Friel recebeu o Emmy Internacional de Melhor Atriz por sua atuação em Marcella. 
Em 26 de agosto de 2016, a rede de TV anunciou que uma segunda temporada da série tinha sido encomendada, prevista para estréia em 2017. Em 3 de outubro de 2018, foi anunciado que Marcella retornaria a ITV para uma terceira temporada que começaria a ser exibida em 2020. A Netflix anunciou a exibição da terceira temporada para 14 de junho de 2020.

## Sinopse
Depois de 12 anos de casamento, ela está de volta ao trabalho na polícia e à vida de solteira. Mas o serial killer que ela investigava parece ter voltado também.

## Elenco

### Principal
- Anna Friel como Detetive Marcella Backland
- Nicholas Pinnock como Jason Backland (1° e 2° temporada)
- Ray Panthaki como Detetive Rav Sangha
- Jamie Bamber como Inspetor Chefe Tim Williamson (1° e 2° temporada)
- Jack Doolan como Detetive Mark Travis (1° e 2° temporada)
- Nina Sosanya como Inspetora Chefe Laura Porter (1° temporada)
- Charlie Covell como Detetive Alex Dier (1° temporada)
- Sophia Brown como Detetive Leanne Hunter (2° temporada)
- Amanda Burton como Katherine Maguire (3° temporada)
- Hugo Speer como Frank Younger (3° temporada; convidado na 2° temporada)
- Aaron McCusker como Finn Maguire (3° temporada)
- Martin McCann como Bobby (3° temporada)
- Kelly Gough como Stacey Maguire (3° temporada)
- Michael Colgan como Rory Maguire (3° temporada)
- Eugene O'Hare como Eddie Lyons (3° temporada)

### Recorrente

#### Primeira temporada
- Sinéad Cusack como Sylvie Gibson
- Harry Lloyd como Henry Gibson
- Laura Carmichael como Maddy Stevenson
- Maeve Dermody como Grace Gibson
- Patrick Baladi como Stephen Holmes
- Stephen Lord como Stuart Callaghan
- Ian Puleston-Davies como Peter Cullen
- Tobias Santelmann como Yann Hall
- Florence Pugh como Cara Thomas
- Ben Cura como Matthew Neil
- Andrew Lancel como Clive Bonn

#### Segunda temporada
- Keith Allen como Alan Summers
- Nigel Planer como Reg Reynolds
- Jason Hughes como Vince Whitman
- Victoria Smurfit como Maya Whitman
- Peter Sullivan como Phil Dawkins
- Amy Dawson como Nina Dawkins
- Josh Herdman como Eric Davidson
- Harriet Cains como Gail Davidson
- Victoria Broom como Sascha
- Tamzin Malleson como Jojo
- Vivienne Gibbs como Dr. Tracey Lewis
- Andrew Tiernan como Nigel Stafford

#### Terceira temporada
- Laurence Kinlan como Jack Healy
- Valerie Lilley as Megan Healy
- Eugene O'Hare como Detetive Eddie Lyons

### Coadjuvantes

#### Primeira temporada
- George Anton como Andrew Barnes
- Yasen Atour como Mohammed El-Said
- Jasmine Breinburg como Lea Coombes
- David Fahm como Greg Brady
- Imogen Faires como Emma Backland
- Otto Farrant como Evan Jones
- Asher Flowers como Edward Backland
- Nick Hendrix como Adrian Cooper
- Emil Hostina como Bendek Krol
- Rob Jarvis como Don Parkin
- Shivani Kapur como Beth Bachan
- Youssef Kerkour como Hassan El-Said
- Isobel Middleton como Victoria Daughton
- Toby Wharton como Ronnie Weir
- Robert Whitelock como Guy Roberts
- Susannah Wise como Linda Callaghan

#### Segunda temporada
- Lucy Speed como Leslie Evans
- Michael Wildman como Nathan Priestley
- Clara Indrani como Amanda Priestley
- Yolanda Kettle como Becky Marani
- Asher Flowers como Edward Backland
- Imogen Faires como Emma Backland
- Aldo Maland como Luke Howell
- Oaklee Pendergast como Adam Evans
- Miltos Yerolemou como Yanis

## Recepção
A primeira temporada da série tem 73% de aprovação no Rotten Tomatoes, com nota 6,67/10 baseada em 15 avaliações. O consenso geral diz que "liderado por Anna Friel, Marcella irá satisfazer qualquer fã de drama policial sombrio".
Eliana Souza do jornal O Estado de S. Paulo escreveu que "mais do que mostrar a investigação criminal, a série Marcella traz uma mulher, que não tem nada de heroína, mas é inteligente, forte, capaz de elucidar casos complicados e também uma pessoa com diversos problemas, como nós mortais".

## Prêmios e indicações
| Lista de prêmios e indicações | Lista de prêmios e indicações | Lista de prêmios e indicações           | Lista de prêmios e indicações                            | Lista de prêmios e indicações | Lista de prêmios e indicações | Lista de prêmios e indicações |
| Ano                           | Prêmio                        | Categoria                               | Indicado/a (s)                                           | Resultado                     | Ref(s)                        |                               |
| ----------------------------- | ----------------------------- | --------------------------------------- | -------------------------------------------------------- | ----------------------------- | ----------------------------- | ----------------------------- |
| 2016                          | Royal Television Society      | Melhor Mixagem de Som em Série de Drama | Steve Browell, Peter Gates, James Bain e Howard Bargroff | Indicado                      | [ 6 ]                         |                               |
| 2017                          | Emmy Internacional            | Melhor Atriz                            | Anna Friel                                               | Venceu                        | [ 7 ]                         |                               |
| 2018                          | British Screenwriters' Award  | Melhor Roteiro Policial                 | Hans Rosenfeldt                                          | Venceu                        |                               |                               |